# Affonsea trigyna
Affonsea trigyna är en ärtväxtart som först beskrevs av Henry Hurd Rusby, och fick sitt nu gällande namn av Arturo Erhardo Erardo Burkart. Affonsea trigyna ingår i släktet Affonsea och familjen ärtväxter. Inga underarter finns listade i Catalogue of Life.